# Chirita
Chirita es un género de plantas de la familia Gesneriaceae con 237 especies.  Es originario del sureste de Asia.

## Descripción
Plantas anuales o perennes, sin tallos, en rosetas o caulescentes (erectas o decumbentes) herbáceas, a veces, ligeramente leñosas. Indumento simple, con pelos blancos o rojos. Hojas opuestas, pecioladas; lámina variable en tamaño, casi lineares hasta suborbiculares; a menudo ovadas, otras veces lobuladas, pinnatífidas o pinnadas. Las inflorescencias en cimas axilares, con una o muchas flores, bracteolas libres o connadas. Corola  tubular. Tiene un número de cromosomas de 2n = 8, 20, 18, 28, 32, 34, 36.

## Taxonomía
El género fue descrito por Buch.-Ham. ex D.Don y publicado en Prodromus Florae Nepalensis 89. 1825.
Etimología
Chirita: nombre genérico de origen indio aplicado a una genciana o una especie de Chirita.

## Especies seleccionadas
- Chirita balansae
- Chirita bogneriana
- Chirita dielsii
- Chirita eburnea
- Chirita elphinstonia
- Chirita fimbrisepala
- Chirita flavimaculata
- Chirita heterotricha
- Chirita hookeri
- Chirita involucrata
- Chirita lavandulacea
- Chirita liboensis
- Chirita linearifolia
- Chirita longgangensis
- Chirita micromusa
- Chirita moonii
- Chirita pumila
- Chirita sclerophylla
- Chirita sinensis